# NGC 2278
NGC 2278 – gwiazda podwójna znajdująca się w gwiazdozbiorze Bliźniąt. Skatalogował ją Heinrich Louis d’Arrest 1 stycznia 1865 roku jako obiekt typu „mgławicowego”.